# Știi TV

Emblema postului TV Știi TV

Știi TV a fost un post local de televiziune din Târgu Mureș, care a emis atât în limba română, cât și în limba maghiară.
Din 2017 Știi TV și-a oprit emisia.